# Chloroclystis rufofasciata
Chloroclystis rufofasciata là một loài bướm đêm trong họ Geometridae.